# Dorcadion tauricum
Dorcadion tauricum är en skalbaggsart som beskrevs av Joseph Waltl 1838. Dorcadion tauricum ingår i släktet Dorcadion och familjen långhorningar.
Artens utbredningsområde är Ukraina. Inga underarter finns listade i Catalogue of Life.